# Hum na Sutli
Hum na Sutli (do roku 1880 pouze Hum) je vesnice a správní středisko stejnojmenné opčiny v Chorvatsku v Krapinsko-zagorské župě. Nachází se těsně u hranic se Slovinskem, u břehu řeky Sutly, asi 10 km severozápadně od Pregrady a asi 19 km severozápadně od Krapiny. V roce 2011 žilo v Humu na Sutli 1 096 obyvatel, v celé opčině pak 5 060 obyvatel.
Do teritoriální reorganizace v roce 2010 byl Hum na Sutli součástí opčiny města Pregrada.
Součástí opčiny je celkem osmnáct trvale obydlených vesnic.
- Brezno Gora – 75 obyvatel
- Donje Brezno – 104 obyvatel
- Druškovec Gora – 86 obyvatel
- Druškovec Humski – 395 obyvatel
- Gornje Brezno – 289 obyvatel
- Grletinec – 204 obyvatel
- Hum na Sutli – 1 096 obyvatel
- Klenovec Humski – 389 obyvatel
- Lastine – 151 obyvatel
- Lupinjak – 366 obyvatel
- Mali Tabor – 348 obyvatel
- Orešje Humsko – 184 obyvatel
- Poredje – 220 obyvatel
- Prišlin – 430 obyvatel
- Rusnica – 191 obyvatel
- Strmec Humski – 183 obyvatel
- Vrbišnica – 240 obyvatel
- Zalug – 109 obyvatel

Opčinou procházejí státní silnice D206 a D229 a župní silnice Ž2093 a Ž2095. Nacházejí se zde hraniční přechody Hum na Sutli-Rogatec a Prišlin-Rajnkovec.